# Kaukjärvi (sjö, Tammela)
Kaukjärvi är en sjö i kommunerna Tammela och Forssa i landskapet Egentliga Tavastland i Finland. Sjön ligger 98,2 meter över havet. Den är 19,8 meter djup. Arean är 2,03 kvadratkilometer och strandlinjen är 13,66 kilometer lång. Sjön  ingår i Kumo älvs huvudavrinningsområde.   Den ligger omkring 44 km väster om Tavastehus och omkring 98 km nordväst om Helsingfors. 
Det finns inga öar i sjön.